# Erzen (rzeka)
Erzen (t. Erzeni, Arzen) – rzeka w środkowej Albanii, w zlewisku Morza Adriatyckiego. Długość – 109 km, powierzchnia zlewni – 670 km², średni przepływ – 18,1 m³/s.
Erzen wypływa na wysokości około 1200 m n.p.m. na wzgórzach Dajti 25 km na wschód od Tirany. Płynie na zachód, kilkakrotnie przełamując się przez pasma wzgórz. W szerszych odcinkach doliny meandruje. Kilka km przed Durrës zmienia kierunek na północno-zachodni i uchodzi do zatoki Lalzit.